# Eugen Simon
Eugen Simon (* 1880 in Watzum, Samland; † 1941 in Königsberg (Preußen)) war ein deutscher Verwaltungsjurist.

## Leben
Simon studierte an der Albert-Ludwigs-Universität Freiburg Rechtswissenschaft. 1899 wurde er im Corps Hasso-Borussia Freiburg recipiert. Nach den Examen trat er in die innere Verwaltung Preußens. Als Regierungsrat war er bei der Regierung in Gumbinnen. Am 18. Februar 1919 wurde er kommissarisch, am 19. September 1919 endgültig als 
Landrat im Kreis Gumbinnen bestellt. Ein Jahr später, am 22. September 1920, wurde er nach dem Kapp-Putsch wie die meisten Landräte in Ostpreußen suspendiert.